# Trabalenguas
Un trabalenguas es una frase compuesta por palabras que tienen sonidos similares en una lengua dada, que resultan difíciles de pronunciar de corrido y con fluidez, tanto para quienes son hablantes nativos como para quienes no lo son, debido al reto articulatorio que esto implica. Suelen ser graciosos y pueden tratar sobre cultura popular del idioma. La diversión radica en pronunciarlos rápidamente sin cometer ningún error. A menudo se emplean como una práctica para mejorar la habilidad de hablar con rapidez y claridad. Fernández dice, ”Los profesores y logopedas han encontrado entre sus enrevesadas palabras una fórmula divertida para que los niños ejerciten el lenguaje”. Pueden también constituir una importante herramienta en terapias del habla o manejo de emociones, debido a la relación de habilidades como la atención, memoria, articulación y concentración.
Los trabalenguas constituyen a la vez un tipo de literatura popular de naturaleza oral. 
Suelen ser juegos de palabras o locuciones que combinan fonemas o lexemas similares, y con frecuencia se crean con aliteraciones y rimas con dos o tres secuencias de sonidos. Por ejemplo: Tres tristes tigres tragan trigo en un trigal, o Pablito clavó un clavito en la calva de un calvito. En la calva de un calvito, un clavito clavó Pablito. Pablito clavó un clavito. ¿Qué clavito clavó Pablito?.
En la educación o actividad lúdica es fundamental y una manera de aprender. Son ideales para adquirir destrezas y habilidades en el habla, destacando la estimulación en el vocabulario y aumento en la atención y memoria.
Consisten en oraciones largas o con difícil pronunciación que son usados a modo de juegos de palabras, se transmiten por medio de la tradición oral y su origen nos remite a Grecia ya que eran usados como ejercicios de oratoria. Existen en todos los idiomas y tratan temas jocosos o imaginativos.

## Composición
Un trabalenguas puede constar de una o dos palabras repetidas muchas veces, como en inglés toy boat, o puede ser más largo, como, por ejemplo: El rey de parangaricutirimicuaro se quiere desparangaricutirimicuar, quien logre des parangaricutirimicuarlo un gran desparangaricutirimicuador será.
Para comprender los trabalenguas es recomendable identificar las palabras desconocidas. Separando en partes el texto y determinar un sentido a cada una de las palabras que lo componen.

## En otros idiomas
El fenómeno del trabalenguas es común en múltiples idiomas, en otros de hecho existen trabalenguas que juegan con fonemas o estructuras silábicas inexistentes en español. Por ejemplo el trabalenguas checo strč prst skrz krk carece de vocales, aunque la r silábica no es rara en dicho idioma. El trabalenguas catalán Setze jutges d'un jutjat mengen fetge d'un penjat y el trabalenguas francés Un chasseur sachant chasser doit savoir chasser sans son chien emplean, respectivamente, la consonante fricativa postalveolar sonora y la sorda, que no están presentes en castellano. Tales trabalenguas pueden ser, efectivamente, ejemplos de shibboleth, o frase que distingue a los hablantes nativos de un idioma de los no nativos. Por ejemplo, en idioma lombardo occidental, hay el trabalenguas Ti che te tàchet i tacch, tàcum i tacch. Mi tacà i tò tacch a ti, che te tàcchet i tacch? Tàccheti ti i tò tacch, ti che tàcchet i tacch: como el "ch" se pronuncia "k", lo que se entiende es un tic tac tic tac de reloj que solo pueden descifrar (y pronunciar) los indígenas.
Otro buen ejemplo es el uso de la “che vaqueira” (fonema palatal lateral inexistente en castellano) en muchas zonas del dominio lingüístico asturleonés, como el famoso “quien no diga l.lobu, l.linu, l.luna, l.lana, nun ye de L.laciana”(“quien no diga lobo, lino, luna, lana, no es de Laciana”, dada la dificultad y el desconocimiento de dicha consonante fuera de las zonas donde se pronuncia. 

## Terapia del lenguaje
Hay trabalenguas que están diseñados para diagnosticar o ser un auxiliar en la terapia del lenguaje.  Cuando al individuo se le dificulta la pronunciación de ciertos sonidos, la repetición continua de dicho sonido dentro de una misma oración puede ayudar.  Un fonoaudiólogo puede recomendar terapia antes de operar.  Un ejemplo de trabalenguas citado es: «erre con erre cigarro, erre con erre barril, qué rápido corren los carros del ferrocarril.»

## Trabalenguas

### Español
- Saca las cosas del saco de casa, le dijo el sapo a la sapa Tomasa. Las cosas del saco no las sacaré, que la casa es mía y el saco también.

- Tres tristes tigres comían trigo en tres tristes platos, sentados en un trigal. Sentados en un trigal, en tres tristes platos, comían trigo tres tristes tigres.

- María Chapina su chapa chapaba. Un chapador que por allí pasaba le dijo: María Chapina, ¿tú chapas tu chapa o chapas tu chepa? No chapo mi chapa ni chapo mi chepa, que chapo la chapa de María Chapina.

- Las tramas tristes teatrales, traen trabajo de arrendajo, temen tretas terrenales, tristes tramas, trastos viejos.

- Poco a poco, Paco empaca un poco la copa. Poco a poco, la copa de Paco queda empacada.

- Sancha plancha cuatro lanchas, cada lancha que Sancha plancha la tacha, Sancha plancha la lancha ancha, muchas lanchas que no plancha Sancha sin tachar.

- La bruja piruja tejió mi cojín, tejiendo tejidos viajó hasta el jardín, juntó tres lentejas en un cajetín, y se hizo una sopa con mi perejil.

- Pablito peló un cablito claro. ¿Qué cablito peló Pablito? El cablito que Pablito peló, era el cablito claro.

- La tribu triste tritura un triste tinte. El triste tinte que tritura la tribu triste, es el triste tinte que la triste tribu trituró.

- Filo, filo, filo, corta el hilo, hilo, hilo, hilo, corre y dilo, dilo, dilo, dilo, que vigilo, corre, vigila y dilo, que el filo cortó el hilo.

- Pepe Pecas pica papas con un pico, con un pico Pepe Pecas pica papas.

- Como poco coco como... poco coco compro.

- Me han dicho que has dicho un dicho. Un dicho que he dicho yo. Ese dicho que te han dicho que yo he dicho no lo he dicho. Pues si yo lo hubiera dicho estaría muy bien dicho por haberlo dicho yo.

### Chino
- 吃葡萄不吐葡萄皮，不吃葡萄倒吐葡萄皮 (Comer uva pero no escupir piel de uva, no comer uva pero escupir piel de uva)

- 初一吃素，初二吃素，初三吃素，初四吃素，初五吃素，初六吃素，初七吃素，初八吃素，初九吃素，初十吃素。(Vegetariano el primer día de la escuela secundaria, vegetariano el segundo día de la escuela secundaria, vegetariano el tercer día de la escuela secundaria, vegetariano el cuarto día de la escuela secundaria, vegetariano el quinto día de la escuela secundaria, vegetariano el sexto día de la escuela secundaria, vegetariano el séptimo día de la escuela secundaria, vegetariano el octavo día de la escuela secundaria, vegetariano el noveno día de la escuela secundaria, vegetariano el décimo día de la escuela secundaria).

### Inglés
- She sells seashells by the seashore.

- How much wood would a woodchuck chuck if a woodchuck could chuck wood? A woodchuck would chuck as much wood as a woodchuck could chuck if a woodchuck could chuck wood.